# Куп три нације 2007.
Куп три нације 2007. (службени назив: 2007 Tri Nations Series) је било 12. издање овог најквалитетнијег репрезентативног рагби такмичења Јужне хемисфере.
Играло се двокружно, а не трокружно да би рагбисти Новог Зеланда, Аустралије и Јужноафричке Републике имали довољно времена да се опораве за светско првенство у Француској, које се одржало крајем 2007. Такмичење је трећи пут за редом освојио Нови Зеланд.

## Учесници
Напомена:
|   | Селекција                          | Стадион                             | Селектор         | Капитен          |
| - | ---------------------------------- | ----------------------------------- | ---------------- | ---------------- |
| 1 | Рагби репрезентација ЈАР           | Сокер сити, Јоханезбург (94 700)    | Џејк Вајт        | Виктор Метфилд   |
| 2 | Рагби репрезентација Новог Зеланда | Еден Парк, Окланд (50 000)          | Сер Грејам Хенри | Ричи Мако        |
| 3 | Рагби репрезентација Аустралије    | Стадион Аустралија, Сиднеј (84 000) | Џон Коноли       | Стирлинг Мортлок |

## Такмичење
Јужна Африка - Аустралија 22-19
Јужна Африка - Нови Зеланд 21-26
Аустралија - Нови Зеланд 20-15
Аустралија - Јужна Африка 25-17
Нови Зеланд - Јужна Африка 33-6
Нови Зеланд - Аустралија 26-12

## Табела
|   | Селекција   | ИГ | Д | Н | И | ПД  | ПП  | ПР  | БП | Б  |  |
| - | ----------- | -- | - | - | - | --- | --- | --- | -- | -- |  |
| 1 | Ол блекси   | 4  | 3 | 0 | 1 | 100 | 59  | +41 | 1  | 13 |  |
| 2 | Валабиси    | 4  | 2 | 0 | 2 | 76  | 80  | -4  | 1  | 9  |  |
| 3 | Спрингбокси | 4  | 1 | 0 | 3 | 66  | 103 | -37 | 1  | 5  |  |

| Победник Купа три нације 2007. |
| ------------------------------ |
| Нови Зеланд 8. титула          |

## Индивидуална стастика
Највише поена
- Ден Картер 62, Нови Зеланд

Највише есеја
- Мет Гито 2, Аустралија